# 2014 JU80
2014 JU80 est un objet transneptunien faisant partie des objets épars et une possible planète naine potentielle, ayant un diamètre d'environ 300 km.